# Meze růstu (archetyp)

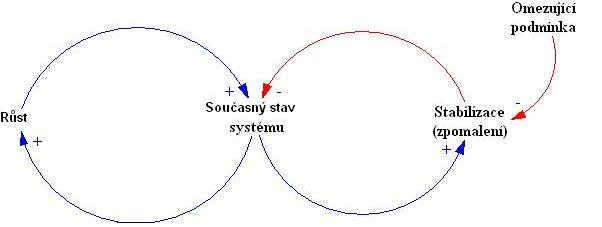
Působení růstu a současného stavu systému přináší větší růst současného stavu systému. V procesu růstu se současný stav systému setkává s omezující podmínkou bránící zlepšení. Výsledkem je proces stabilizace (zpomalení), který následně ovlivňuje současný stav systému a tím omezuje proces růstu.

Meze růstu (anglicky Limits to growth archetype) je jeden ze základních systémových archetypů (generických struktur, archetypů chování) v oblasti systémového myšlení, sociálních a dynamických systémů. Představuje situaci, kdy růst dříve či později narazí na meze vytvořené okolím a další pokusy o podporu růstového procesu jsou neefektivní. Na začátku ve fázi růstu dochází ke stupňovitému procesu zlepšování, který působí sám na sebe. Poté se růst zpomaluje (často ze zdánlivě nepochopitelných důvodů). Pak dochází ke stagnaci nebo dokonce i ke kolapsu. Fáze růstu bude ovlivňována zesilující se negativní zpětnou vazbou. Zpomalení růstu je zapříčiněno vlivem vzniklých omezujících podmínek (např. počet zaměstnanců, pevná pracovní doba, výrobní kapacity atd.). Pokles výkonu je tedy důsledkem záporné zpětné vazby, která začne působit po dosažení omezující podmínky.
Archetyp meze růstu (nebo také meze úspěchu) byl oficiálně identifikován v příloze 2 knihy „Pátá disciplína“ Petera Senge (1990), ale poprvé se objevil (zmíněn) už v knihách „Světová dynamika“ Jaye Forrestera (1971) a „Meze růstu“ (1972 – autoři D. H. Meadows, D. L. Meadows, J. Randers, W. W. Behrens).
Archetyp meze růstu je realizován ve velkém množství populárních programů pro modelování a simulace systémů, např. Anylogic, NetLogo, Vensim, Powersim, STELLA, MatLab atd.

## Klasické příklady archetypu

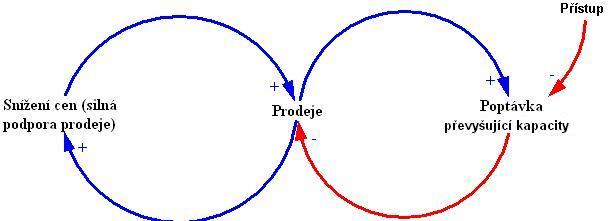
Limits to growth archetype – America Online

### America Online
- Společnost America Online reagovala na ztrátu zákaznického segmentu trhu prováděním agresivní marketingové politiky. Výsledky kampaně byly natolik úspěšné, že poptávka převýšila technické možnosti společnosti. Důsledkem toho bylo, že společnost začala ztrácet nejen potenciální zákazníky, ale i stálé uživatele (předplatitele, abonenty).[4]

### Podpora národních menšin
- Firma uskutečňuje politiku podpory národních menšin. Program se rychle rozšiřuje a je kladně přijímán, když přicházejí dobře kvalifikovaní specialisté, kteří se bez problémů zapojují do pracovních týmů. Poté ale vzniká odpor a "nováčci" už jsou pociťováni za "protekční", kteří si nezaslouží svou novou pozici a nejsou lepší, než ostatní uchazeči. Čím větší je tlak na pracovní týmy ve prospěch nových představitelů národních menšin, tím aktivněji týmy tomuto tlaku čelí.[5]

### Tenis
- Začátečník v tenisu si na začátku procesu učení rychle osvojuje základní prvky hry, jeho dovednosti, zkušenosti a sebejistota rostou, avšak potom přichází moment zpomalení a stagnace. Pro další zlepšení a pokrok je nutné naučit se nové techniky, které od začátku vypadají možná „méně přirozeně“.[5]

### Expanze města
- Město rychle expanduje po dobu, kdy má nezastavěná území – pak dochází k zvyšování nájemného. [5]

### Úspěšný tým vývojářů
- Nový tým vývojářů pracuje bleskově, ale kvůli rostoucímu úspěchu přicházejí noví pracovníci, kteří se neshodují ve stylu a hodnotách se zakladateli týmu.[5]

### Populace živočichů
- Populace živočichů poroste, když eliminujeme jejich přirozené nepřátele. V důsledku toho se populace stává příliš početnou a počíná proces vymírání kvůli nedostatku potravy.[5]

### Overfishing
- Overfishing („přelovení“, nadměrný odlov ryb) – stav, kdy zaznamenáváme v horizontu řady let při zvýšeném rybolovném úsilí (vysoký rybářský tlak, stále dokonalejší technika a taktika lovu) stále nižší úlovky.[6]

### Velikonoční ostrov
- Kolaps obyvatel Velikonočního ostrova – ostrované si během téměř tisícovky let postupně vykáceli všechny stromy na ostrově a tím zničili klíčovou surovinu, bez které nebyli schopni přežít. Dřevo používali jako topivo, stavební materiál pro domy, kánoe pro lovení ryb, pro výrobu, dopravu a vztyčování svých soch.[7]

### Chov zvířat v Sahelu
- Chov příliš velkého počtu zvířat na chudých pastvinách v oblasti Sahelu (Afrika). Trvalý úbytek zemědělské půdy kvůli přetěžujícím a nadměrným požadavkům.[2]

### Zlozvyky
- Člověk, který se snaží zbavit zlozvyků (např. šťouravost vůči ostatním nebo malichernost), se velmi často setkává s mezemi růstu. Nejprve jeho snaha přestat šťourat přináší pozitivní výsledky. Člověk se chová klidněji, trpělivěji a tolerantněji. Ostatní se cítí bezpečněji a dochází k vzájemné reakci. To znamená, že funguje pozitivní zpětná vazba, nadále zlepšující jeho chování – růst pozitivních pocitů, zdokonalování aj. Ale s postupem času se jeho snažení zeslabuje.[5]

### Láska v partnerských vztazích
- Láska v partnerských vztazích. Nejprve probíhá fáze zamilování – krátké rande a všechno je dokonalé. Postupně se poznáváme, trávíme spolu víc času a cítíme se lépe a lépe. Zanedlouho trávíme spolu všechen svůj volný čas a začínáme vidět i nepříliš příjemné podrobnosti (např. žárlivost, ledabylost, dráždivost, nespolehlivost atd.). Stručně řečeno, začínáme vidět nedostatky partnera a původní citovost a zamilování nečekaně skončí.[5]

## Rekomendace pro řešení problémů souvisejících s blokováním a zpomalením růstu
Struktura omezující růst je užitečná pro pochopení všech situací, ve kterých se proces růstu setkává s takovými mezemi. Většina spěšných pokusů dosáhnout zlepšení narazí na limity růstu.
Pro zvýšení úrodnosti farmář používá hnojiva, ale pro rychle rostoucí rostliny už není postačující voda z dešťů. Striktní dieta nejdříve přináší zhubnutí o několik kilogramů, ale pak člověk postupně ztrácí odhodlání pokračovat dál. Při vzniklých podmínkách můžeme razantně navýšit svoji pracovní dobu, ale v důsledku toho se dostaví stres a únava, které způsobí snížení efektivity a kvality práce, a užitečnost z delší pracovní doby bude nulová.

### Dvojzdrojový systém
Neobnovitelný zdroj brání použití obnovitelného zdroje – hospodářství ropného průmyslu. Každý rostoucí systém dříve či později narazí na nějaký typ omezení. Takové omezení hraje roli vyrovnávacího (stabilizujícího) cyklu zpětné vazby, který určitým způsobem zastaví dominanci zesilujícího cyklu odpovědného za růst (buď pomocí zvýšení výstupních toků, nebo snížení vstupních toků v systému).
Použití obnovitelných zdrojů je ovlivněné vlastními omezeními – hospodářství rybářského průmyslu.
Neobnovitelné zdroje jsou omezeny velikostí zdrojů. Obnovitelné zdroje jsou omezeny rychlostí výroby.

### Úrovně mezí růstu
Zákon limitujícího faktoru: v libovolný okamžik času pro systém je důležitý ten vstupní tok, který působí jako nejvíc limitující. Každý růst rozšiřuje nebo zmenšuje meze, a tedy mění podstatu omezení – limitujícím se stává jiný faktor. Pro správné pochopení růstu je důležité zaměřit se na faktory, které nejsou v nadbytku dnes, ale mohou být limitujícími v budoucnu. Pouze v takovém případě lze efektivně řídit proces růstu. Růst bude vždycky mít limity. Limity mohou být vnitřní, nebo jej vytvoří sám systém.

### Symptomy
Rané symptomy: „Proč se máme starat o neexistující problémy? Máme obrovský růst.“
Trochu později: „Nějaké problémy jsou, ale co s tím máme dělat? Jenom se vrátit k tomu, co fungovalo dříve.“
Ještě později: „Čím víc tlačíme, tím pevněji stojíme na místě.“

### Řešení a rekomendace
Smysluplným řešením je hledání faktorů, které brání rychlejšímu rozvoji a odstranění mezí růstu. Je nutné identifikovat a změnit limitující faktory. Problém je v tom, že většina firem se zaměřuje na podporu rozvoje, tedy aktivní až agresivní rozvíjení těch faktorů, které vedou ke zvyšování sledovaného ukazatele (např. více reklamy a propagace, více nových projektů, více opatření pro zvýšení prodeje). Systém firmy se proti takovému tlaku začne postupně bránit. Přetížení odborníci nestačí realizovat zakázky, organizační a řídicí struktura firmy přestává být vyhovující apod. Zde lze s úspěchem použít diagramy systémového myšlení, které umožní tyto vztahy znázornit a pochopit a hledat nejefektivnější opatření pro stabilizovaný rozvoj firmy.
Rekomendace pro řešení
- Zjistit a změnit faktory omezující růst:

Zkusit nalézt nové procesy, nová řešení, změnit systém hodnocení a odměn (orientovaný ne na místo v hierarchii, ale na kvalitu práce). Např. hledání kvalitních profesionálů v dané oblasti, provedení decentralizace, školení zaměstnanců.
Samotná dieta není postačující – pro zbavení se zbytečných kilogramů je nutné zrychlit látkovou výměnu, a proto je potřeba cvičit – například aerobik. Pro záchranu lásky je lepší se vzdát představ a myšlenek o „ideálním partnerovi“ (právě tento problém nejčastěji omezuje a brání zlepšení libovolných vztahů).
- Identifikovat spojení a souvislosti faktorů omezujících růst.

Mechanismus omezení růstu není jediný. Po eliminaci nebo zeslabení omezujícího faktoru bude růst pokračovat zase do dalšího okamžiku, kdy začne působit jiný omezující faktor.
- Vyznačit schéma situace a hledat páku odblokování růstu:

Snížit původní cíle nebo dokonce nahradit je jinými. Je růst vůbec hlavním cílem? Odstranit zpomalující síly (omezené množství zdrojů, slabé specializace a formalizace řízení atd.).

## Příklad archetypu meze růstu organizace, popsaný pomocí kognitivní mapy
Modelový systém představuje několik konceptů, spojených mezi sebou pozitivními (zesilujícími) a negativními (zeslabujícími) vazbami, které charakterizují vzájemné působení těchto konceptů. Kromě základních klasických vztahů v kognitivních mapách existují ještě tzv. ambivalentní (dvojaké), neurčité a asymetrické vztahy. Ambivalentní vztah (+,−) popisuje situaci, kdy faktor-příčina současně oslabuje i zesiluje faktor-následek (např. v analýze skupinových názorů). V neurčitých vztazích charakter působení není přesně známý. Asymetrický vztah mezi koncepty může mít různou sílu, např. (+0,8, +0,4), (−0,2, −0,7), a různé znaky (+0,8, −0,1).
V daném příkladu je 7 konceptů:
1. růst organizace,
2. výroba nové produkce,
3. finanční situace organizace,
4. oddělení výzkumu a vývoje (R&D),
5. nová pracovní místa,
6. řízení organizace,
7. školení personálu.

Organizace používající hi-tech (z angl. High technology) rychle roste (1), protože si neustále osvojuje novou produkci (2). Nová produkce na trhu vyvolává růst tržeb (3), zvyšují se náklady na vývoj a výzkum (4), roste počet manažerů a vývojářů (5), což negativně ovlivňuje řízení organizace (6). Odpovědnost za řízení rozhodovacích procesů často na sebe berou vedoucí specialisté, kteří pak nemohou efektivně plnit své hlavní povinnosti. V takové situaci, kdy nejzkušenější vývojáři jsou nuceni ztrácet čas při rozhodování problémů řízení, procesy vývoje a osvojování nové produkce se zpomalují, což vede i ke zpomalení růstu celé organizace (1).
Jedním ze základních předpokladů zvyšování úrovně organizace je individuální a skupinové školení personálu. Avšak zvýšení počtu pracovních míst (6) vede k růstu nákladů na školení zaměstnanců (7), což také omezuje růst organizace (1).
Na následující kognitivní mapě jsou zobrazeny zvážené vztahy mezi koncepty (podle analýzy expertů). V případě nesouhlasných názorů expertů ve znacích vzniká dvojaké, ambivalentní hodnocení (např. mezi R&D a řízením organizace, mezi školením personálu a řízením organizace).

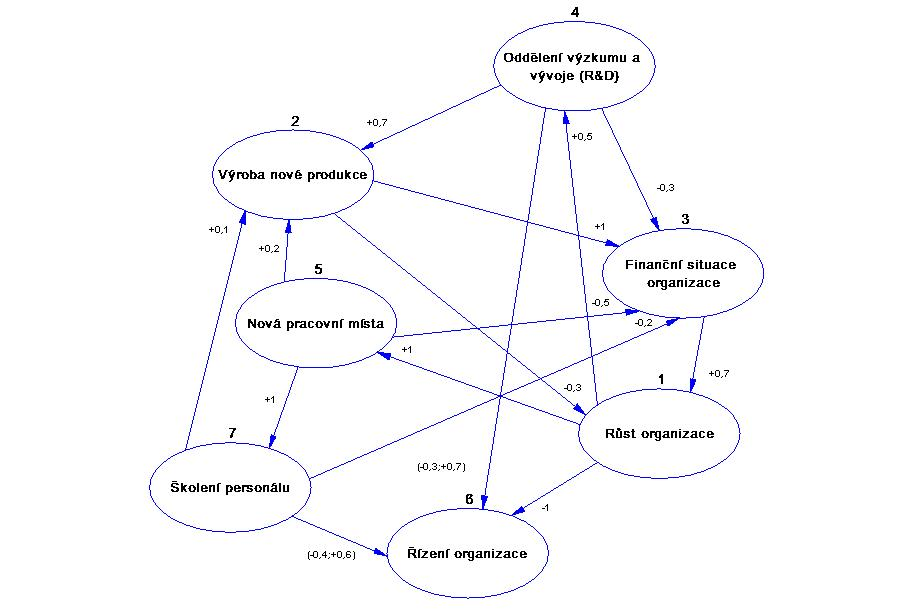
Příklad archetypu meze růstu organizace, popsaný pomocí kognitivní mapy

Obecně mechanismy omezující růst jsou velmi často zničující pro organizační změny, které od začátku vypadaly jako docela úspěšné. Podle Senge klíčovým řešením tohoto problému je nenásilná a stabilizující zpětná vazba. Pro změnu chování organizace je nutné vymezit a změnit faktory omezující její růst. Pak provést reengineering (popřípadě restrukturalizaci), tj. změnu organizační a business struktury podniku, a také modifikaci mechanismů spolupůsobení oddělení a systémů jejich řízení.
Následující obrázek ukazuje, že do popisu organizačního archetypu je nutné přidat ještě jeden koncept, a tím je restrukturalizace organizace. Po provedení restrukturalizace se organizace stává více řízenou, její finanční stav se zlepšuje, a tedy se zrychluje růst organizace.

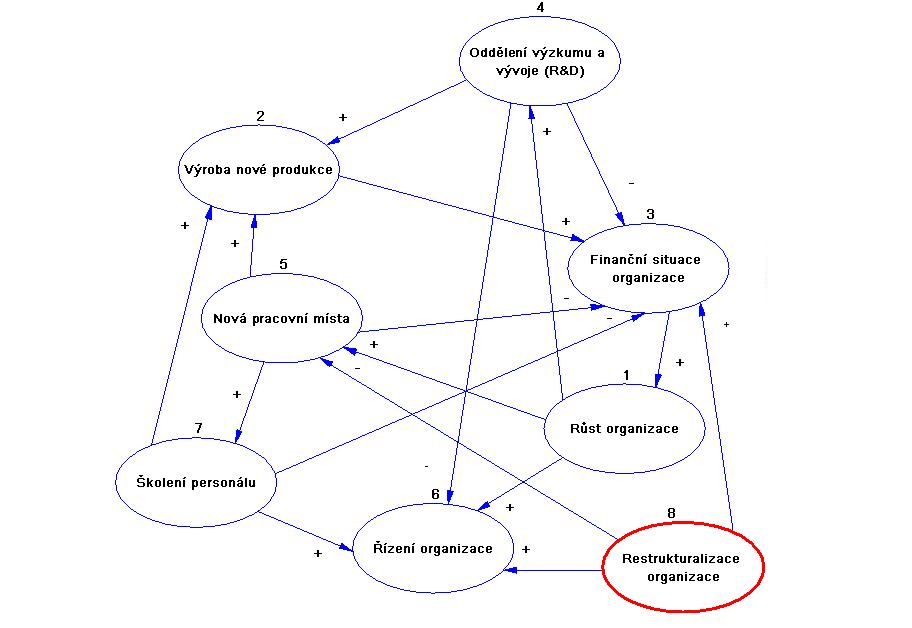
Kognitivní mapa archetypu meze růstu v podmínkách restrukturalizace